# Voices: WWE The Music, Vol. 9
Voices: WWE The Music, Vol. 9 je hudební album vydané WWE ve Spojených státech a Kanadě 29. ledna 2009, Austrálii 24. ledna a ve Spojeném království 13. dubna 2009. Album měly původně tvořit hned 3 CD, nicméně se WWE rozhodla jen pro jedno.
Pracovní název alba byl "WWE Anthology II" a původně se mělo jednat o pokračování alba z roku 2002 "Anthology". Album se dostalo na 11. místo v žebříčku Billboard 200.

## Seznam skladeb
Všechny sklady byly složeny, napsány a produkovány Jimem Johnstonem kromě skladby "What's Up?" která byla napsána a složena Ronem Killingsem (R-Truth).
| Track | Song                                            | Superstar/Diva               | Délka |
| ----- | ----------------------------------------------- | ---------------------------- | ----- |
| 1     | "Voices" (zazpíváno od Rev Theory)              | Randy Orton                  | 3:24  |
| 2     | "Pourquoi?"                                     | Maryse                       | 3:37  |
| 3     | "Man on Fire"                                   | Kane                         | 2:57  |
| 4     | "Kung Fu San" (zazpíváno od Karla Jenkinse)     | Kung Fu Naki                 | 3:04  |
| 5     | "Holla" (zazpíváno od Desiree Jackson)          | Kelly Kelly                  | 3:19  |
| 6     | "What's Up?" (zazpíváno od Ron Killings)        | R-Truth                      | 3:15  |
| 7     | "Pain"                                          | Vladimir Kozlov              | 2:54  |
| 8     | "Land of Five Rivers" (zazpíváno od Panjabi MC) | The Great Khali              | 2:58  |
| 9     | "She Looks Good"                                | Eve Torres                   | 2:17  |
| 10    | "Get on Your Knees"                             | Jack Swagger                 | 3:10  |
| 11    | "If You Rock Like Me"                           | SmackDown Theme              | 3:03  |
| 12    | "Tribal Trouble"                                | Umaga                        | 3:08  |
| 13    | "Priceless"                                     | Ted DiBiase/Cody Rhodes/Manu | 3:44  |